# 劉巧芸
劉巧芸（1997年8月12日—），台灣女子羽球運動員，合作金庫羽球隊隊員。

## 簡歷
劉巧芸在新竹縣竹東鎮的竹東國中、東泰高中接受羽球訓練，就讀國立體育大學期間在105年第二次全國排名賽獲得乙組雙打冠軍，成為中華民國羽球協會認定之甲組球員。

### 2018－2019年
劉巧芸在2018年與李芷蓁搭檔獲得雪梨國際賽女子雙打冠軍，後來李芷蓁轉隊至土銀而拆夥。2019年9月，她在緬甸國際系列賽分別與汪郁喬和林永晟搭檔，奪下女雙和混雙冠軍。同樣在9月，劉巧芸/汪郁喬參加在新北市舉行的亞洲大學羽球錦標賽，最終在決賽以0比2（19-21、15-21）不敵中國的杜芃/倪博文，獲得亞軍。

### 2022－2023年
劉巧芸、汪郁喬曾在2022年短暫拆夥，兩人在該年9月重新組合後成績取得明顯進步，在克羅地亞國際賽、保加利亞國際賽、捷克公開賽獲得一冠一亞一季。2023年，劉／汪國際賽成績更進一步，在泰國、斯洛文尼亞、奧地利三站國際賽摘冠。

## 主要比賽成績
只列出曾進入準決賽的國際賽事成績：
| 年份   | 賽事                   | 公開賽級別 | 項目     | 拍檔   | 成績   |
| ------ | ---------------------- | ---------- | -------- | ------ | ------ |
| 2018年 | 雪梨羽毛球國際賽       | 國際系列賽 | 女子雙打 | 李芷蓁 | 冠軍   |
| 2019年 | 緬甸羽毛球國際系列賽   | 國際系列賽 | 女子雙打 | 汪郁喬 | 冠軍   |
| 2019年 | 緬甸羽毛球國際系列賽   | 國際系列賽 | 混合雙打 | 林永晟 | 冠軍   |
| 2022年 | 克羅地亞羽毛球國際賽   | 未來系列賽 | 女子雙打 | 汪郁喬 | 準決賽 |
| 2022年 | 克羅地亞羽毛球國際賽   | 未來系列賽 | 混合雙打 | 廖晁邦 | 亞軍   |
| 2022年 | 保加利亞羽毛球國際賽   | 未來系列賽 | 女子雙打 | 汪郁喬 | 冠軍   |
| 2022年 | 保加利亞羽毛球國際賽   | 未來系列賽 | 混合雙打 | 廖晁邦 | 亞軍   |
| 2022年 | 捷克羽毛球公開賽       | 國際系列賽 | 女子雙打 | 汪郁喬 | 亞軍   |
| 2022年 | 捷克羽毛球公開賽       | 國際系列賽 | 混合雙打 | 廖晁邦 | 準決賽 |
| 2023年 | 泰國羽毛球國際挑戰賽   | 國際挑戰賽 | 女子雙打 | 汪郁喬 | 冠軍   |
| 2023年 | 大阪羽毛球國際挑戰賽   | 國際挑戰賽 | 女子雙打 | 汪郁喬 | 準決賽 |
| 2023年 | 大阪羽毛球國際挑戰賽   | 國際挑戰賽 | 混合雙打 | 林永晟 | 準決賽 |
| 2023年 | 斯洛文尼亞羽毛球公開賽 | 國際挑戰賽 | 女子雙打 | 汪郁喬 | 冠軍   |
| 2023年 | 奧地利羽毛球公開賽     | 國際系列賽 | 女子雙打 | 汪郁喬 | 冠軍   |
| 2023年 | 丹麥羽毛球大師賽       | 國際挑戰賽 | 女子雙打 | 汪郁喬 | 亞軍   |
| 2024年 | 泰國羽毛球國際挑戰賽   | 國際挑戰賽 | 女子雙打 | 林筱閔 | 亞軍   |
| 2024年 | 高雄羽球大師賽         | 超級100賽  | 混合雙打 | 鄭凱文 | 準決賽 |
| 2024年 | 加拿大羽毛球國際挑戰賽 | 國際挑戰賽 | 女子雙打 | 林琬清 | 冠軍   |

| 2018-2026年 | 總決賽 | 超級1000賽 | 超級750賽 | 超級500賽 | 超級300賽 | 超級100賽 | 國際挑戰賽 | 國際系列賽 | 未來系列賽 | 其他 |